# Camille (film 1917)
Camille è un film del 1917 diretto da J. Gordon Edwards. Prodotto e distribuito dalla Fox Film Corporation, il film uscì nelle sale il 30 settembre 1917.
Come comparsa appare Richard Barthelmess in uno dei suoi primissimi ruoli cinematografici (aveva debuttato l'anno precedente). Barthelmess, poco dopo, diventerà uno degli attori preferiti di Griffith, che lo vorrà protagonista di Giglio infranto e Agonia sui ghiacci.

## Trama
Camilla, modella di un atelier parigino, viene adottata da un aristocratico perché assomiglia a sua figlia. Camille - snobbata dai nobili - diventa l'amante del conte de Varville e vive da mantenuta nel lusso. Quando però conosce Armand, un giovane nobile che suscita in lei un vero e sincero amore, la donna si rende conto dell'immoralità del suo modo di vivere. Insieme ad Armand, lascia la città e la sua vita fatua. Ma, un giorno, il padre di Armand la va a trovare in campagna convincedola a lasciare il figlio: la relazione peccaminosa influisce negativamente sul destino di Celeste, la sorella di Armand, prossima alle nozze. Camille lascia Armand senza spiegargliene il motivo e torna da de Varville. Il giovane innamorato la insegue e le fa una scenata davanti a tutti, accusandola di essere una mantenuta interessata solo al denaro. Passa un po' di tempo: Camille, ammalata, si sta consumando. Duval padre confessa al figlio la sua responsabilità: Armand, pentito delle sue accuse, torna dall'amata: in tempo per raccogliere il suo ultimo respiro quando lei spira tra le sue braccia.

## Produzione
Il film fu prodotto dalla Fox Film Corporation. Venne girato nel New Jersey.

## Distribuzione
Distribuito dalla Fox Film Corporation, il film, della durata di sessanta minuti, uscì nelle sale statunitensi il 30 settembre 1917.
Alias
- Dama kameliowa	Polonia
- La dama de las camelias	Venezuela